# Punching in a Dream
«Punching in a Dream» es el tercer sencillo de la banda The Naked and Famous en el álbum Passive Me, Aggressive You. Se publicó digitalmente el 23 de agosto de 2010. Debutó en la RIANZ al número 11 el 30 agosto.[cita requerida]

## En la cultura popular
El sencillo apareció en los episodios de "Kill or Be Killed" y "Our Town" de The Vampire Diaries. También aparece en la banda sonora de Fifa 12. y la temporada 1 episodio 7 de la serie  World of Jenks. La canción se utiliza con frecuencia como la melodía pre-partido en Fox Sports de la cobertura A-League. También se puede escuchar en un auto comercial para GMC Terrain. La canción también se puede escuchar brevemente en el cortometraje Kony 2012. La canción fue utilizada en la serie británica Made in Chelsea en 2011, y también en la película de 2012, Pitch Perfect.

## Lista de canciones
| Descarga digital 1. "Punching in a Dream" – 3:33 Descarga digitial (Reino Unido) 1. "Punching in a Dream" (Single) - 3:34 2. "Punching in a Dream" (Music video) - 3:33 | Descarga digital 1. "Punching in a Dream" (Single) - 3:34 Vinilo de 7 (Gran Bretaña) 1. "Punching in a Dream" – 3:34 2. "Wild" - 3:53 |

## Posicionamiento en listas
| Listas (2010–12)               | Mejor posición |
| ------------------------------ | -------------- |
| Australian ARIA Singles Chart  | 85             |
| Canada: Alternative Rock       | 16             |
| New Zealand Singles Chart      | 11             |
| UK Singles Chart               | 135            |
| US Billboard Alternative Songs | 18             |
| US Billboard Rock Songs        | 33             |

## Historial
| Región        | Formato          | Fecha                  | Discográfica                                  |
| ------------- | ---------------- | ---------------------- | --------------------------------------------- |
| Nueva Zelanda | Descarga digital | 23 de agosto de 2010   | The Naked and Famous                          |
| Dinamarca     | Descarga digital | 5 de diciembre de 2010 | Somewhat Damaged, Polydor                     |
| Países Bajos  | Descarga digital | 5 de diciembre de 2010 | Somewhat Damaged, Polydor                     |
| Noruega       | Descarga digital | 5 de diciembre de 2010 | Somewhat Damaged, Polydor                     |
| Suecia        | Descarga digital | 5 de diciembre de 2010 | Somewhat Damaged, Polydor                     |
| Reino Unido   | Descarga digital | 5 de diciembre de 2010 | Somewhat Damaged, Polydor                     |
| Reino Unido   | 7" vinilo        | 6 de diciembre de 2010 | Fiction, Somewhat Damaged, Polydor, Universal |